# Torres de Mens

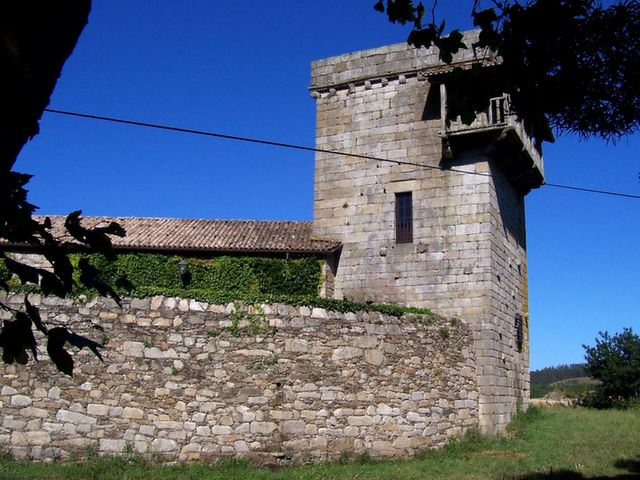
Torres de Mens, Espanha.

As Torres de Mens localizam-se na localidade de Mens, município de Malpica de Bergantiños, na província da Corunha, comunidade autónoma da Galiza, na Espanha.

## História
A primitiva ocupação humana de seu sítio remonta a um castro pré-histórico, sucedido, na Idade Média, por um castelo.
Destruído no século XV no contexto das revoltas irmandinhas, ao final destas foi reerguido por Lope Sánchez de Moscoso.
No século XX foram adquiridas por Pedro Abelenda e Díaz de Andrade, tataravô do atual proprietário, Agustín Ordóñez, que foi o encarregado da última reabilitação que as transformou numa moradia.
Em 1993, o conjunto recebeu o prêmio Europa Nostra, outorgado aos monumentos salvos da ruína. Encontra-se inscrito no Registro Geral de Bens de Interesse Cultural, como monumento de arquitetura militar, desde 1994.

## Características
O conjunto é integrado por uma moradia e três torres de planta quadrada (que perderam as suas ameias), envolvidas por um recinto de planta circular, murado. A planta do volume principal tem forma de um "L", e está rematada por um torreão revirado com relação ao eixo do edifício. Num do vértices do último pavimemnto, apoiada sobre mísulas de pedra, sobressai uma varanda de madeira. A entrada realiza-se por um arco ogival situado numa das torres.

## Lenda das Torres
De acordo com uma tradição local, existia uma passagem secreta entre as Torres e a Igreja de Santiago de Mens. O conde mantinha presa no castelo uma moça da povoação. A população atacou o castelo, mas o conde, ao ver-se cercado, fugiu pela passagem. Ao perceber a manobra, os aldeões acenderam grandes fogos nas duas entradas do túnel, impedindo-lhe desse modo a fuga. Afirma-se que, desde então, o milho e o trigo semeado nas proximidades do túnel amadurece mais cedo.